# Джермантон (Північна Кароліна)
Джермантон (англ. Germanton) — переписна місцевість (CDP) в США, в округах Форсайт і Стокс штату Північна Кароліна. Населення — 790 осіб (2020).

## Географія
Джермантон розташований за координатами 36°15′29″ пн. ш. 80°14′8″ зх. д. / 36.25806° пн. ш. 80.23556° зх. д. (36.257979, -80.235485).  За даними Бюро перепису населення США в 2010 році переписна місцевість мала площу 4,59 км², з яких 4,54 км² — суходіл та 0,04 км² — водойми.

## Демографія
Згідно з переписом 2010 року, у переписній місцевості мешкало 827 осіб у 359 домогосподарствах у складі 258 родин. Густота населення становила 180 осіб/км².  Було 384 помешкання (84/км²).
Расовий склад населення:
| - 94,3 % — білих - 4,0 % — чорних або афроамериканців - 0,2 % — азіатів - 0,1 % — корінних американців - 1,0 % — осіб інших рас |

До двох чи більше рас належало 0,4 %. Частка іспаномовних становила 1,9 % від усіх жителів.
За віковим діапазоном населення розподілялося таким чином: 19,0 % — особи молодші 18 років, 61,0 % — особи у віці 18—64 років, 20,0 % — особи у віці 65 років та старші. Медіана віку мешканця становила 47,8 року. На 100 осіб жіночої статі у переписній місцевості припадало 94,6 чоловіків;  на 100 жінок у віці від 18 років та старших — 94,2 чоловіків також старших 18 років.
Середній дохід на одне домашнє господарство  становив 57 600 доларів США (медіана — 60 625), а середній дохід на одну сім'ю — 64 136 доларів (медіана — 68 409). За межею бідності перебувало 12,5 % осіб, у тому числі 0,0 % дітей у віці до 18 років та 0,0 % осіб у віці 65 років та старших.
Цивільне працевлаштоване населення становило 477 осіб. Основні галузі зайнятості: фінанси, страхування та нерухомість — 20,3 %, виробництво — 19,7 %, науковці, спеціалісти, менеджери — 10,7 %, публічна адміністрація — 10,3 %.